# Leb i sol
Leb i sol je makedonská rocková / jazzová kapela založená v roce 1976. Kromě toho, že jsou Leb i sol významnou makedonskou kapelou, byli také jednou z nejpopulárnějších rockových kapel v bývalé Jugoslávii.

## Dějiny

### Raná éra
V polovině 70. let vedla relativně malá hudební scéna ve Skopje k časté spolupráci mezi budoucími členy kapely Leb i sol. Vlatko Stefanovski (kytara) a Bodan Arsovski (basa-kytara) spolu hrají ve VIS Jegulje již od páté třídy základní školy. První pozoruhodná práce těchto dvou byla v jazz/rockové skupině Breg, kterou vedl Miki Petkovski (klávesy). Za bicími byl Garabet Tavitjan Garo, který brzy odchází na vojenskou službu a Petkovski se přidává k Smakovi a Breg přestává být aktivní.
1. ledna 1976 Vlatko Stefanovski (kytara), Bodan Arsovski (baskytara), Nikola Dimuševski (klávesy) a Dimitrie Čučurovski (bicí) založili kapelu Leb i sol. Název kapely pochází z tradičního pozdravu, který doslovně znamenal „chléb a sůl“, a byl často používán jako výraz zášti a odhodlání, jako „budu jíst jen chleba a sůl, ale nevzdám se“, nicméně takový to nemá nic společného s názvem kapely. Ve studiu Radia Skopje natáčejí své první nahrávky; „Etida br. 3“, „Devetka“ a „Pesma za nas“. Jejich hudba obsahovala prvky rocku, jazzu a makedonské etnické hudby. Jak kapela hudebně dospívala, vliv jazzu slábl. Na koncertech však kapela uvádí dlouhé klasické jazzové verze tradičního etnofolku, jako jsou skladby „Jovano Jovanka“ a „Aber Dojde Donke“, které publikum přijalo s velkým nadšením.

## Konec 70. let (počátek popularity)
V dubnu 1977 vystoupili poprvé mimo Makedonii, když hráli jako předskokana pro Dragi Mlinareca v Novém Sadu. Ve stejném roce vystoupili na festivalu mládeže v Subotici, kde získali ocenění a podepsali smlouvu s nahrávací společností PGP RTB. Koncem srpna vystupují jako předkapela Bijelo dugmet na koncertě u Hajdučky česma. Koncem roku se účastní festivalu 'BOOM' v Novém Sadu a koncertní verze jejich skladeb „Pod vodou“ a „U senci“ jsou na kompilaci BOOM '77, vydané v roce 1978 nakladatelstvím. Suzy.
V září 1977 vydali své debutové album Leb i sol, které nahráli ve studiu RTV Novi Sad. Album vydává vydavatelství PGP RTB a producentem materiálu byl Josip Boček.  Josip Boček byl bývalý kytarista skupiny Korni grupa a Stefanovski byl jeho fanoušek, takže spolupráce pokračovala i na následujících albech. Materiál na albu je silně ovlivněn jazzovými a rockovými tématy a šest z devíti skladeb je instrumentálních. Všichni členové kapely jsou autory skladeb, i když Stefanovski je nejzasloužilejší.
Leb i sol byla především koncertní kapela, jejíž živé vystoupení sloužilo k improvizacím a předvádění instrumentální virtuozity, v níž nepřekročili hranici dobrého vkusu. 
Na opatijském festivalu na jaře 1978 zahráli skladbu „Aber dojde donke“, se kterou získali cenu za „nejlepší umělecký dojem a nejzdařilejší aplikaci folklorního projevu“. Brzy poté se dostali na samý vrchol rockových kapel z bývalé Jugoslávie a získali mnohem lepší studiové podmínky pro přípravu materiálu na nové album.
Druhé album s názvem Leb i sol 2 vyšlo v roce 1978 a vydalo ho nahrávací společnost PGP-RTB.  Po úspěchu debutového alba přibyly kromě již úspěšné skladby „Aber doyde donke“ i instrumentálky „Marija“, „Akupunktura“, „Uzvodno od tuge“ a pro vokální provedení písně „Talasna dužina“, texty napsal Vlatkův bratr Goran Stefanovski, který s nimi bude i nadále spolupracovat.
Leb i sol se na přelomu sedmdesátých a osmdesátých let stala velmi populární skupinou a za největší zásluhu se považují jejich první dvě alba, která obsahovala materiál přístupný širšímu publiku. Přestože se všichni členové kapely projevili jako výborní muzikanti, Vlatko Stefanovski dospívá k nejsilnějšímu projevu jako výjimečný virtuos na kytaru. V roce 1978 je časopis Džuboks podle hlasování čtenářů vyhlásil skladbou roku.
Třetí album s názvem Ručni rad vydalo v roce 1979 vydavatelství PGP-RTB.  Materiál se nahrává ve studiu V Radio Bělehrad a na dvou skladbách hostuje saxofonista Mića Marković. Styl alba byl lehce ovlivněn jazzem a pod autorstvím jsou opět podepsáni všichni čtyři. Mezi úspěšné písně patří skladby „Kumova slama“, „Ručni rad“ a „Verni pas“. Po vydání alba kapelu opustil Nikola Dimuševski na stálé místo v zábavním orchestru RTV Skopje a na jeho místo nastoupil Miki Petkovski, který je ale také v roce 1980 velmi rychle opustil a odešel do Kanady. Když zůstali bez klávesisty, rozhodli se pokračovat v práci jako trio a začali připravovat materiál na další desku.

## 1980
Jejich čtvrté studiové album s názvem Beskonačno izdaju bylo vydáno v roce 1981 nahrávací společností PGP-RTB.  Zachovali svůj styl a hudbu přizpůsobili triu. Některé z důležitých skladeb na materiálu jsou obal staré makedonské písně „Zajdi“, „Živa rana“ od Vlatka Stefanovského a „Skakavac“ od Bogdana Arsovského. Po vydání alba kapelu opustil bubeník Garabet Tavitjan a na jeho místo přišel Dragoljub Đuričić ze skupiny „YU grupa“.
Po krátkém angažmá v muzikálu a divadle natočili v roce 1982 ve studiu Radia Skopje své další album Sledovanje.  Album vydává nahrávací společnost PGP-RTB a poprvé sami producenti. Materiál tvoří převážně vokální skladby a „Nosim tuvoj žig“ se stává velkým rádiovým hitem. Mezi dalšími skladbami je ještě výraznější cover lidové písně „Mile Pop Jordanov“. To léto dva a půl měsíce cestovali s divadlem ' KPGT ' v Americe, kde vystupovali v různých klubech a hráli s kapelou 'Big Country'. Ve stejném roce vydávají dvojalbum Akustična trauma, které je zároveň posledním vydaným nahrávací společností PGP RTB.  Materiál na albu se skládá z koncertu konaného 13. dubna 1982 v záhřebské 'Kulušić' a byl smíchán ve studiu M-2, RTV Skopje.
Své další album Kalabalak  vydali v roce 1983 a vyšlo u nahrávací společnosti Jugoton. Materiál nahrávají s hosty; Bobi Micev (klávesy) a Peter Kargov (saxofon). Další album Tangenta bylo nahráno v září 1984 v bělehradském studiu 'Aquarius'. Album vyšlo v roce 1984 u vydavatelství Jugoton a producentem materiálu byl Kevin Ayers. Hudebními hosty jsou Laza Ristovski na klávesy a Nenad Jelić na perkuse. Skladba „Kontakt je skup“ zaznamenala v rádiích velký úspěch. V roce 1986 vydali album Zvučni zid,  kterým si připomněli desáté výročí hudební tvorby. Album obsahuje materiál pro divadlo, film a televizi, takže jsou tam náměty pro televizní pořad „Bušava azbuka“, divadelní hry „Oslobođenje Skoplja“, „Tumba, tumba divina“, „Koštana“ a pro filmy Šmeker, Za sreću je potrebno troje a Sretna nova 1949. Autory skladeb jsou Stefanovski a Bodan, v materiálu vystupují Garabet Tavitjan (která se mezitím do kapely vrátila) a herečka a zpěvačka Ana Kostovska.
Po vydání alba se ke kapele připojili Goce Micanov na saxofon a Kiril Đajkovski na klávesy. S nimi dvěma jdou brzy do studia a nahrávají další album Kao kakao. Album bylo vydáno v roce 1987 a bylo vydáváno nahrávací společností Jugoton.  S tímto materiálem provedli změnu stylu a nahráli deset vokálních skladeb. O produkci se postarali Stefanovski, Bodan a Braco Zafirovski, hudebními hosty se zúčastnili Bebi Dol, Ana Kostovska a Ronnie Wathen, kteří hráli na irské dudy. Arsen Dedić napsal text k písni „Femme Fatale“, zatímco ostatní texty napsali Vlatko a jeho bratr Goran Stefanovski. Kao kakao nabídlo několik velmi pozoruhodných hitů, jmenovitě „Skoplje“ (který byl poprvé nahrán v makedonštině), „Kao kakao“ (text sboru převzatý z knihy „Školica“ od Julia Kortasara), „Mamurni ljudi“, „Strážím noc před bdělostí“ a „Femme Fatale“. Vlatko Stefanovski zároveň nahrává hudbu k filmům Zaboravljeni a Čaruga a hostuje na materiálu Željka Bebka a záhřebské rockové skupiny Film.
Další album Putujemo vyšlo v roce 1989 ve stejné sestavě a vydalo ho nahrávací společnost Jugoton.  Produkci si dělali sami společně s Bracem Zafirovským a hudbu a texty k osmi písním napsal Vlatko Stefanovski. Skladbu „Sumorno proleće“ složil Bodan a text napsal Goran Stefanovski. Na materiálu se opět představili hudební hosté, a to Kaliopi jako doprovodný vokalista, Zoran Jovanović na saxofon a klarinet a Kire Kostov na lesní roh. Skladba, která se vymykala ostatním a stala se velkým hitem, byla „Čukni vo drvo“. Nikola Dimuševski, který se také podílel na nahrávání alba, se do kapely vrátil jako hráč na klávesy.

## 1990
Po vydání alba Putujemo, následující rok Vlatko Stefanovski a Bodan Arsovski založili vlastní vydavatelství Third Ear Music. Ve stejném roce vydali také album s názvem Zodiac, na kterém je hudba složená pro stejnojmennou baletní show. Po vydání alba je Garo Tavitjan znovu opustil a založil jazzovou skupinu 'Paramecium', ve které hrál Igor Dimovski na kytaru, Goce Micanov na saxofon, Ljupčo Stojsavljević na baskytaru a Valentino Skenderovski a Jovančo Arsovski na klávesy.
V květnu 1991 se Stefanovski, Bodan, Dimuševski a Đuričić vydali na turné po Spojených státech a Kanadě. Koncert konaný v prestižním klubu 'CBGB', který se nachází v New Yorku, je zveřejněn na živém CD Live in New York. Album vyšlo ve stejném roce a bylo vydáno nahrávací společností Third Ear Music.  Materiál obsahuje také nahrávky ze zkoušek v „americkém“ studiu, nahrávky skladby „Blagoslov“ z Makedonské pravoslavné církve v Torontu, téma „Going back to Skopje“ (natočeno v mobilním studiu v Torontu) a cover verze lidová píseň „Uči me majko, karaj me“, která byla nahrána ve Skopje v říjnu 1991.
Na jaře 1992 odehráli čtyři vyprodané koncerty v Sava Center v Bělehradě a poté odešli do amsterdamského klubu Paradizo. V prosinci 1995 Dražen Vrdoljak uspořádal koncerty v Záhřebu, Pule a Rijece a poté s nimi vystoupil Garo Tavitjan na bicí.
V roce 1995 vydali své poslední album Anthology. Album je dvojitou CD kompilací, která obsahuje přehled celé jejich dosavadní hudební kariéry a je vydávána nahrávací společností Third Ear Music.  Po vydání alba uspořádala skupina Leb i sol svůj poslední koncert 13. prosince 1995 v Soluni v klubu 'Milos', po kterém se jejich cesty rozešly.

## Shledání

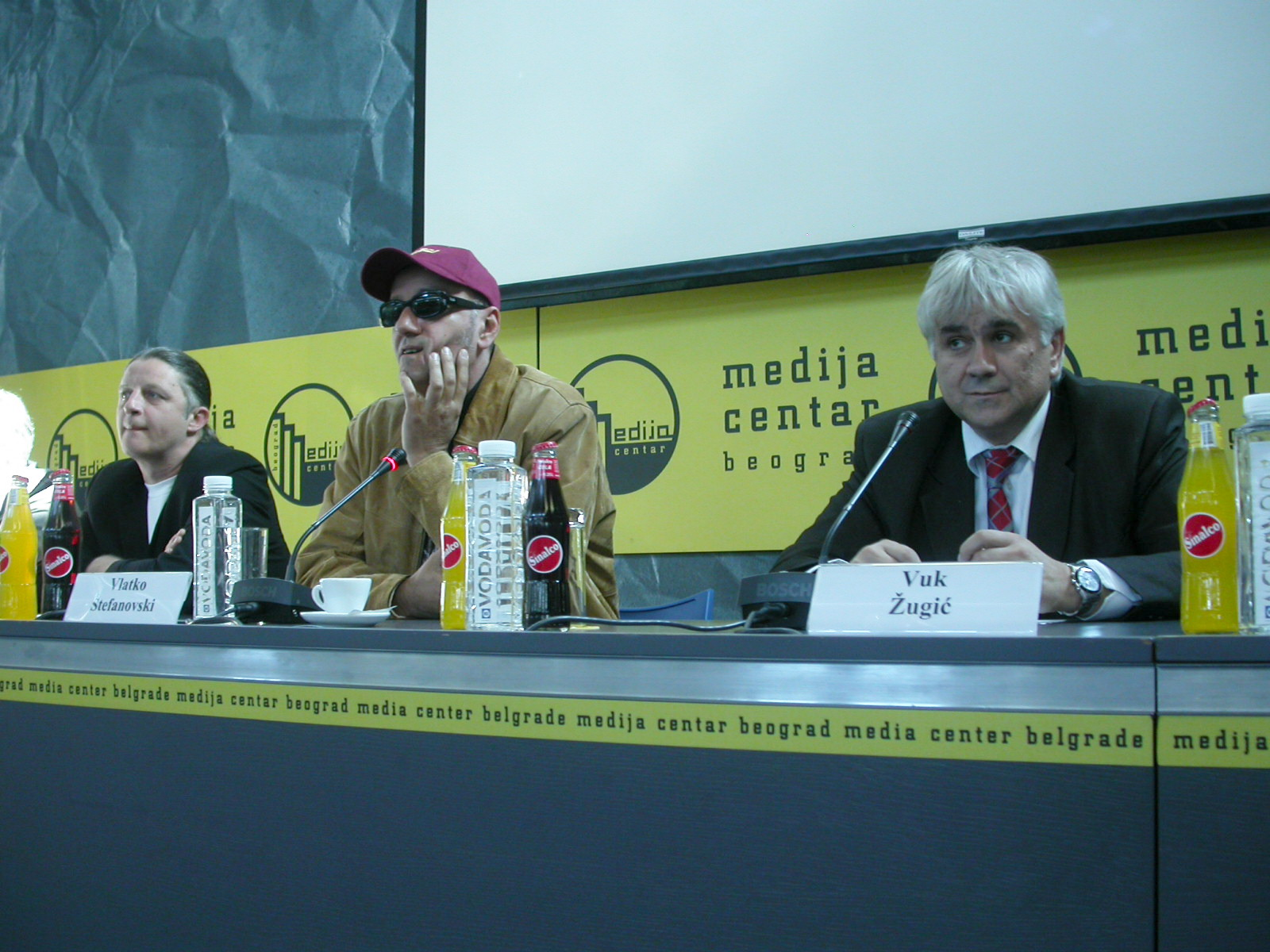
Leb i sol v roce 2006

Po posledním koncertu v roce 1995 v klubu Milos v Soluni a následném rozchodu se členové kapely obrátili ke své úspěšné sólové kariéře.
V dubnu 2006 se kapela znovu sešla, aby oslavila 30 let existence. Sestavu, která vyrazila na turné po zemích bývalé Jugoslávie, tvořili Vlatko Stefanovski, Bodan Arsovski, Garabet Tavitjan a Koki Dimuševski.  Vlatko Stefanovski později kapelu opustil a ostatní členové v nové sestavě (Arsovski, Dimuševski, Srđan Dunkić na bicí a Stefanovskiho náhradní Dimitar Božikov) vydali v roce 2008 album I taka nataka, na kterém ve dvou písních („Si zaljubiv edno mine“ a „It's Warming Up“) hostující rockový zpěvák Dado Topić. 